# Argent
Argent je anglická rocková skupina, založená v roce 1968 Rodem Argentem ze skupiny The Zombies. Jejich největší hit byla skladba „God Gave Rock 'n' Roll to You“, kterou později ještě více proslavila skupina Kiss.

## Diskografie
- Argent (1970)
- Ring of Hands (1971)
- All Together Now (1972)
- In Deep (1973)
- Nexus (1974)
- Encore: Live in Concert (1974)
- Circus (1975)
- Counterpoints (1975)
- The Best of Argent - An Anthology (1976)
- Hold Your Head Up (1978)
- Music from the Spheres (1991)
- BBC Radio 1 In Concert (1995)
- The Complete BBC Sessions (1997)
- Greatest: The Singles Collection (2008)
- Argent: Original Album Classics (2009)

### Singly
- „Sweet Mary“ (1971)
- „Hold Your Head Up“ (1972)
- „Tragedy“ (1972)
- „God Gave Rock and Roll to You“ (1973)